# Сикан, Даниил Ярославович
Дании́л Яросла́вович Сика́н (укр. Данило Ярославович Сікан; род. 16 апреля 2001, Житомир) — украинский футболист, нападающий клуба «Трабзонспор» и сборной Украины.

## Клубная карьера

### Ранние годы
Выступал за молодёжные команды клубов «Полесье» (Житомир) и «Карпаты» (Львов).
12 августа 2018 года дебютировал в основном составе клуба «Карпаты» в украинской Премьер-лиге в матче против луганской «Зари».

### «Шахтер»
Отказавшись продлевать контракт с «Карпатами», 21 января 2019 года перешёл в донецкий «Шахтёр», подписав с клубом трёхлетний контракт. В феврале 2019 года отправился в аренду в клуб «Мариуполь». 9 марта 2019 года дебютировал за «Мариуполь» в матче украинской Премьер-лиги против «Черноморца», выйдя на замену вместо Владислава Вакулы. Всего за «Мариуполь» в сезоне 2018/19 провёл 6 матчей в Премьер-лиге.
17 сентября 2020 года отдан в аренду в «Мариуполь» до конца сезона 2020/2021. 7 ноября 2020 года забил свой первый гол за «Мариуполь» в матче девятого тура украинской Премьер-лиги, реализовав пенальти против донецкого «Олимпика».
18 сентября 2021 года забил свой первый гол за «Шахтёр» в матче украинской Премьер-лиги против «Мариуполя». 22 сентября 2021 года стал обладателем Суперкубка Украины 2021, в матче за который против киевского «Динамо» вышел на замену вместо Лассины Траоре на 78-й минуте.
31 января 2022 года перешёл на правах годичной аренды в немецкий клуб Второй Бундеслиги «Ганза» (Росток).
4 октября 2023 года в матче Лиги чемпионов УЕФА 2023/24 против «Антверпена», оформил дубль, отметившись своими дебютными голами в еврокубках. 13 декабря 2023 года в заключительном матче групповой стадии отличился голом в ворота «Порту» (5:3). Это взятие ворот стало для Сикана четвертым в Лиге чемпионов 2023/24. Таким образом, он провел лучший по результативности сезон в турнире среди украинских футболистов «Шахтёра» за всю историю выступлений команды в ЛЧ. Кроме того, Даниил стал первым украинцем с сезона 2005/06, который забил более 3 голов в розыгрыше турнира.

### «Трабзонспор»
22 января 2025 года «Шахтёр» объявил, что достиг соглашения с турецким клубом «Трабзонспор» по трансферу игрока, украинский форвард продолжит карьеру в турецкой Суперлиге.

## Карьера в сборной
Выступал за юношеские сборные Украины до 17 и до 19 лет. В 2019 году в составе молодёжной сборной Украины (до 20 лет) под руководством Александра Петракова стал победителем молодёжного чемпионата мира.
16 августа 2021 года получил дебютный вызов в сборную Украины для участия в матчах отборочного турнира чемпионата мира 2022 года против сборных Казахстана и Франции, а также товарищеском матче против Чехии. В национальной сборной Украины дебютировал 1 сентября 2021 года против сборной Казахстана (2:2), в котором вышел на замену и смог отличиться на 90+3-й минуте первым голом за сборную.
В составе молодёжной сборной Украины (до 21 года) принял участие в Чемпионате Европы по футболу среди молодёжных команд 2023, на котором команда дошла до полуфинала.

## Статистика

### Клубная
| Выступление      | Выступление       | Выступление      | Чемпионат | Чемпионат | Кубок | Кубок | Еврокубки | Еврокубки | Прочие | Прочие | Итого | Итого |
| Клуб             | Лига              | Сезон            | Игры      | Голы      | Игры  | Голы  | Игры      | Голы      | Игры   | Голы   | Игры  | Голы  |
| ---------------- | ----------------- | ---------------- | --------- | --------- | ----- | ----- | --------- | --------- | ------ | ------ | ----- | ----- |
| Карпаты Львов    | Премьер-лига      | 2018/19          | 1         | 0         | 0     | 0     | 0         | 0         | 0      | 0      | 1     | 0     |
| Карпаты Львов    | Итого             | Итого            | 1         | 0         | 0     | 0     | 0         | 0         | 0      | 0      | 1     | 0     |
| Шахтёр Донецк    | Премьер-лига      | 2019/20          | 7         | 0         | 0     | 0     | 1         | 0         | 0      | 0      | 8     | 0     |
| Шахтёр Донецк    | Премьер-лига      | 2021/22          | 11        | 2         | 0     | 0     | 2         | 0         | 1      | 0      | 14    | 2     |
| Шахтёр Донецк    | Премьер-лига      | 2022/23          | 26        | 9         | 0     | 0     | 7         | 0         | 0      | 0      | 33    | 9     |
| Шахтёр Донецк    | Премьер-лига      | 2023/24          | 20        | 5         | 3     | 1     | 8         | 4         | 0      | 0      | 31    | 10    |
| Шахтёр Донецк    | Итого             | Итого            | 64        | 16        | 3     | 1     | 18        | 4         | 1      | 0      | 86    | 21    |
| → Мариуполь      | Премьер-лига      | 2018/19          | 6         | 0         | 0     | 0     | 0         | 0         | 0      | 0      | 6     | 0     |
| → Мариуполь      | Премьер-лига      | 2020/21          | 14        | 4         | 2     | 0     | 0         | 0         | 0      | 0      | 16    | 4     |
| → Мариуполь      | Итого             | Итого            | 20        | 4         | 2     | 0     | 0         | 0         | 0      | 0      | 22    | 4     |
| → Ганза          | Вторая Бундеслига | 2021/22          | 11        | 1         | 0     | 0     | 0         | 0         | 0      | 0      | 11    | 1     |
| → Ганза          | Итого             | Итого            | 11        | 1         | 0     | 0     | 0         | 0         | 0      | 0      | 11    | 1     |
| Всего за карьеру | Всего за карьеру  | Всего за карьеру | 96        | 21        | 5     | 1     | 18        | 4         | 1      | 0      | 120   | 26    |

1. ↑  Кубок Украины
2. ↑  Суперкубок Украины

### Выступления за сборную
| № | Дата            | Оппонент             | Счёт | Голы  | Пасы | Карточки | Минуты | Соревнование             |
| - | --------------- | -------------------- | ---- | ----- | ---- | -------- | ------ | ------------------------ |
| 1 | 1 сентября 2021 | Казахстан            | 2:2  | 90+3′ | —    | —        | 8'     | Отборочные матчи ЧМ-2022 |
| 2 | 4 сентября 2021 | Франция              | 1:1  | —     | —    | —        | 8'     | Отборочные матчи ЧМ-2022 |
| 3 | 8 сентября 2021 | Чехия                | 1:1  | —     | —    | —        | 56'    | Товарищеский матч        |
| 4 | 12 октября 2021 | Босния и Герцеговина | 1:1  | —     | —    | —        | 18'    | Отборочные матчи ЧМ-2022 |

Итого: 4 матча, 1 гол / 0 побед, 4 ничьи, 0 поражений.

## Достижения

### Командные
«Шахтёр» (Донецк)
- Чемпион Украины (3): 2019/20, 2022/23, 2023/24
- Бронзовый призёр чемпионата Украины: 2024/25
- Обладатель Кубка Украины (2): 2023/24, 2024/25
- Обладатель Суперкубка Украины: 2021

Сборная Украины
- Чемпион молодёжного чемпионата мира: 2019
- Бронзовый призёр молодёжного чемпионата Европы: 2023
- Победитель турнира в Тулоне: 2024

### Личные
- Серебряная бутса молодёжного чемпионата мира: 2019
- Лучший игрок месяца украинской Премьер-лиги: апрель 2024
- Лучший игрок месяца в «Шахтёре»: апрель 2024

### Награды
- Орден «За заслуги» III степени (2019)[15]